# Agnes Tirop Chebet
Agnes Tirop Chebet (ur. 23 października 1995 w Uasin Gishu, zm. 13 października 2021 w Iten) – kenijska lekkoatletka specjalizująca się w biegach długich, dwukrotna brązowa medalistka mistrzostw świata w biegu na 10 000 metrów.

## Kariera zawodnicza
Jej pierwszy większy sukces to zajęcie 2. miejsca w biegu juniorek na 6 km podczas mistrzostw Afryki w biegach przełajowych w 2012 r. Dwukrotna brązowa medalistka w biegu na 5000 metrów z mistrzostw świata juniorów (2012 oraz 2014). Złota i srebrna medalistka mistrzostw świata w biegach przełajowych w rywalizacji juniorek (2013). Podwójna złota medalistka mistrzostw Afryki w biegach na przełaj (2014). Złota i srebrna medalistka przełajowych mistrzostw świata w 2015 r. W 2017 r. została brązową medalistką światowego czempionatu w Londynie w biegu na 10 000 metrów. W 2019 r., podczas mistrzostw świata w Dosze, ponownie stanęła na najniższym stopniu podium.

## Śmierć
13 października 2021 została znaleziona martwa w swoim domu w Iten z licznymi ranami kłutymi szyi i brzucha, a głównym podejrzanym o popełnienie morderstwa jest jej mąż – Ibrahim Rotich.

## Osiągnięcia
| Rok  | Impreza                                   | Miejsce     | Konkurencja      | Pozycja    | Wynik    |
| ---- | ----------------------------------------- | ----------- | ---------------- | ---------- | -------- |
| 2012 | Mistrzostwa Afryki w biegach przełajowych | Kapsztad    | bieg juniorek    | 2. miejsce | 19:34    |
| 2012 | Mistrzostwa świata juniorów               | Barcelona   | bieg na 5000 m   | 3. miejsce | 15:36,74 |
| 2013 | Mistrzostwa świata w biegach przełajowych | Bydgoszcz   | bieg juniorek    | 2. miejsce | 17:51    |
| 2013 | Mistrzostwa świata w biegach przełajowych | Bydgoszcz   | drużyna juniorek | 1. miejsce |          |
| 2014 | Mistrzostwa Afryki w biegach przełajowych | Kampala     | bieg juniorek    | 1. miejsce | 18:51    |
| 2014 | Mistrzostwa Afryki w biegach przełajowych | Kampala     | drużyna juniorek | 1. miejsce |          |
| 2014 | Mistrzostwa świata juniorów               | Eugene      | bieg na 5000 m   | 3. miejsce | 15:43,12 |
| 2015 | Mistrzostwa świata w biegach przełajowych | Guiyang     | bieg seniorek    | 1. miejsce | 26:01    |
| 2015 | Mistrzostwa świata w biegach przełajowych | Guiyang     | bieg seniorek    | 2. miejsce |          |
| 2015 | Igrzyska afrykańskie                      | Brazzaville | bieg na 10 000 m | 5. miejsce | 32:55,41 |
| 2017 | Mistrzostwa świata w biegach przełajowych | Kampala     | bieg seniorek    | 5. miejsce | 32:32    |
| 2017 | Mistrzostwa świata                        | Londyn      | bieg na 10 000 m | 3. miejsce | 31:03,50 |
| 2019 | Mistrzostwa świata                        | Doha        | bieg na 10 000 m | 3. miejsce | 30:25,20 |
| 2021 | Igrzyska olimpijskie                      | Tokio       | bieg na 5000 m   | 4. miejsce | 14:39,62 |

## Rekordy życiowe
wg stanu na 18.10.2021 r.
- bieg na 3000 metrów – 8:22,92 s (Doha, 25.09.2020 r.) – 20. rezultat w historii światowej lekkoatletyki
- bieg na 5000 metrów – 14:20,68 s (Londyn, 21.07.2019 r.) – 11. miejsce w historii światowej lekkoatletyki[5]
- bieg na 10 000 metrów – 30:25,20 s (Doha, 28.09.2019 r.) – 36. rezultat w historii światowej lekkoatletyki